# 川瀬裕之
川瀬 裕之（かわせ ひろゆき、1963年7月20日 - ）は、日本の元子役。東京都出身。

## 来歴
子供が少ない地域に住んでいたことから、同世代の子供たちと活動できるようにという親の考えから児童劇団に所属。小学校進学時に劇団を辞めるが、その直前に出演した舞台を観た女優の加藤治子が映画監督の黒澤明に推薦し、映画『どですかでん』へ出演。以後も舞台やテレビドラマなどで活動した。
ゴジラシリーズには2作品出演したほか、同じく東宝製作の特撮テレビドラマ『流星人間ゾーン』へゾーンジュニア役での出演も打診されていたが、レギュラーでは通学が困難になるためこれを断った。その後、小学5年生のときに学業を優先するために引退。後年も東宝関係者との交流は続いており、映画『影武者』撮影の頃に黒澤と再会したり、映画『ゴジラ』の試写に招待されるなどしていた。

## 出演作品

### 映画
※すべて東宝配給作品
- どですかでん（1970年） - 乞食の子供
- ゴジラシリーズ
  - ゴジラ対ヘドラ（1971年） - 矢野研[3][2]
  - ゴジラ対メガロ（1973年） - 伊吹六郎[3][2]
- 激動の昭和史 沖縄決戦（1971年） - 亀甲墓の子[3]
- 夕日くん サラリーマン仁義（1973年） - 一郎
- 朝やけの詩（1973年） - 和夫

### テレビドラマ
- 青空にとび出せ! 第10話「ボクとお月さま」（1969年）
- 右門捕物帖 第22話「蕾のままの女」（1970年）
- 女殺し屋 花笠お竜 第26話「女三匹故郷に帰る」（1970年）
- 特別機動捜査隊 第474話「血の鎖」（1970年） - 晃
- 花王愛の劇場 / 氷点 第1話（1971年）
- 大忠臣蔵（1971年）
- 東芝日曜劇場（1971年）
  - 第750話「銀の海」
  - 第764回「24才シリーズ11 廿四才の明日」
- 火曜スペシャル / 馬の詩（1971年）
- 帰ってきたウルトラマン 第24話「戦慄! マンション怪獣誕生」（1971年） - 高田明夫
- ミラーマン 第15話「謎の怪獣スクリーン -三大怪獣登場-」（1972年） - 竹野サトシ
- 荒野の素浪人 第12話「慕情 赤い谷の女」（1972年）
- さすらいの狼 第17話「武士買い商人」（1972年）
- 流星人間ゾーン 第2話「やっつけろ! デストロキング」（1973年） - 次郎
- 幡随院長兵衛 第18話「熟れた貢物」（1974年）

### その他
- ゴジラ対メガロ Blu-ray特典映像「あの日、僕が見上げたゴジラ。 川瀬裕之」（2014年）